# Urostrophus vautieri
Espèce
Urostrophus vautieri est une espèce de sauriens de la famille des Leiosauridae.

## Répartition
Cette espèce se rencontre au Brésil dans les États de Rio Grande do Sul, d'Espírito Santo, du Minas Gerais, de São Paulo, de Rio de Janeiro, du Paraná et de Santa Catarina.

## Étymologie
Le nom de cette espèce, vautieri, est dédié à L. L. Vautier, la personne ayant collecté l'animal ayant servi à décrire l'espèce.

## Publication originale
- Duméril & Bibron, 1837 : Erpétologie Générale ou Histoire Naturelle Complète des Reptiles. Librairie. Encyclopédique Roret, Paris, vol. 4, p. 1-570 (texte intégral).